# اسکودوی سائوتومه و پرنسیپ
اسکودوی سائوتومه و پرنسیپ (به انگلیسی: São Tomé and Príncipe escudo) یکای پول رایج در کشور سائوتومه و پرنسیپ است.